# Mârouf, savetier du Caire
Pour les articles homonymes, voir Marouf.
Pour le film marocain, voir Mârouf, savetier du Caire (film).
Personnages
- Mârouf
- La Princesse Saamcheddine
- Le Sultan
- Le Vizir

Mârouf, savetier du Caire est un opéra-comique en cinq actes de Henri Rabaud, livret de Lucien Népoty d'après la traduction française des contes des Mille et Une Nuits par Joseph-Charles Mardrus, créé le 15 mai 1914 à l'Opéra-Comique.

## Argument
L'action commence au Caire en Égypte.
Le savetier Mârouf, fuyant une femme "calamiteuse" qui a provoqué sa bastonnade, décide de se joindre à un groupe de marins et parvient au Khaïtân où il retrouve son ami d'enfance Ali qui lui propose de se présenter comme un riche marchand qui attend l'arrivée d'une de ses caravanes. Le sultan, impressionné, lui offre la main de sa fille, Saamcheddine. Lorsque le mensonge de Mârouf est découvert, celui-ci prend la fuite, suivi par la princesse, qui en est tombée amoureuse et le préfère à tout autre bien. Ils trouvent un mystérieux anneau qui permet à Mârouf de prendre le contrôle d'un magicien. Celui-ci réalise le vœu de Mârouf et la prétendue caravane se matérialise. Le sultan rasséréné accorde à Mârouf son pardon et la main de Saamcheddine. Le vizir, qui n'a cessé de dénoncer la supercherie de Mârouf, en sera pour ses frais et sera à son tour puni.

## Distribution
| Mârouf, savetier | Ténor ou baryton Martin | Jean Périer                                | Georges Thill       |
| Fattoumah la Calamiteuse, sa femme | Soprano                 | Jeanne Tiphaine                            |                     |
| La princesse Saamcheddine | Soprano                 | Marthe Davelli                             |                     |
| Le sultan de Khaïtân | basse                   | Félix Vieuille                             | Marcel Journet      |
| Le Vizir | Baryton ou basse        | Delvoye                                    | Albert Huberty (nl) |
| Ali | Baryton                 | Daniel Vigneau                             |                     |
| Le fellah | Ténor                   | De Creus                                   |                     |
| Premier marchand | Ténor                   | Cazeneuve                                  |                     |
| Un ânier | Ténor                   | Donval                                     |                     |
| Le Chef des marins | Ténor                   | De Creus                                   |                     |
| Ahmad, pâtissier | Basse                   | Azéma                                      |                     |
| Deuxième marchand | Basse                   | Audoin                                     |                     |
| Le Kâdi | Basse                   | Payan                                      |                     |
| Deux muezzins | Ténors                  | De Creus, Thibaud                          |                     |
| Deux mamalik | Basses                  | Reymond, Brun                              |                     |
| Danseurs | Danseurs                | Sonia Pavloff, Quinault                    |                     |
| Deux hommes de police, voisins, marins, marchands et peuple de Khaïtân, dames du harem, mamalik, caravaniers (chœur), chambellans, nawab, dignitaires, dames du harem (danseurs et figuration) |                         |                                            |                     |
| Direction musicale | Direction musicale      | François Ruhlmann                          |                     |
| Mise en scène | Mise en scène           | Pierre Chéreau et Pierre-Barthélemy Gheusi |                     |
| Chorégraphie | Chorégraphie            | Mariquita                                  |                     |
| Décors | Décors                  | Lucien Jusseaume                           | François Quelvée    |
| Costumes | Costumes                | Marcel Multzer                             | François Quelvée    |

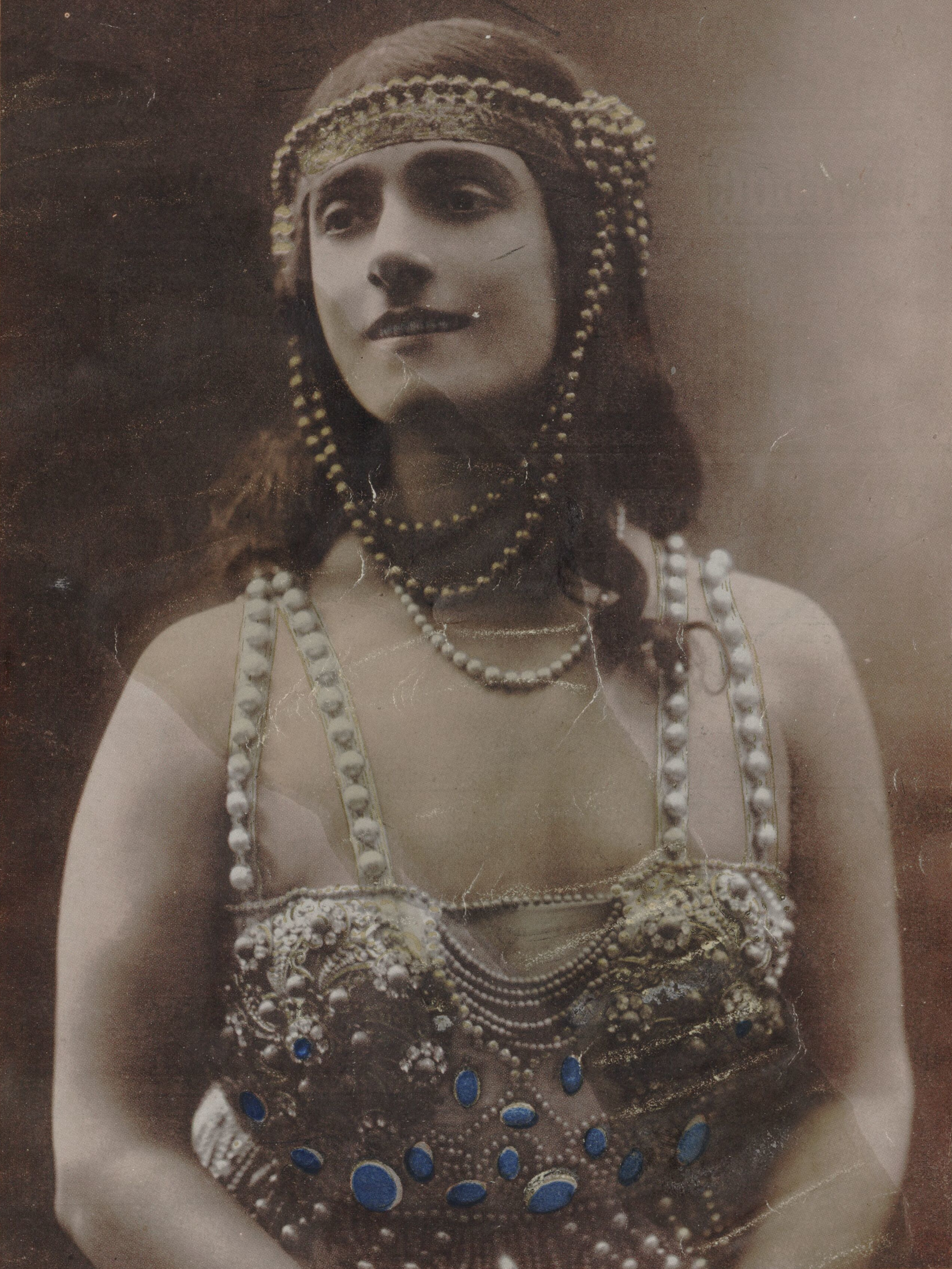
Marthe Davelli dans le rôle de la princesse Saamcheddine en 1914.

La création américaine a eu lieu au Metropolitan Opera le 19 décembre 1917 avec Giuseppe De Luca dans le rôle-titre sous la direction de Pierre Monteux.
L'opéra entre au répertoire de l'Opéra de Paris le 21 juin 1928 avec Georges Thill dans le rôle de Mârouf.
Une production de Mârouf mise en scène par Jérôme Deschamps est donnée à l'Opéra-Comique en juin 2013 et reprise en 2018 à l'opéra national de Bordeaux et à l'Opéra-Comique sous la direction de Marc Minkowski.

## Numéros musicaux
L'opéra n'est pas décomposé de façon traditionnelle en numéros mais en scènes.

## Discographie
- Henri Legay (Marouf), Lina Dachary (en) (Saamcheddine), Janine Capderou (Fattoumah), André Vessières (le Sultan), chœurs et orchestre de la RTF, Pierre-Michel Le Conte (dir.) - Gala (enregistré en 1964)
- Michel Lecocq (Mârouf), Anne-Marie Blanzat (Saamcheddine), Danny Barraud (Fattoumah), Franz Pétri (le Sultan), François Loup (le Vizir), Étienne Arnaud (Ali), chœurs de l'Opéra de Nantes, Orchestre philharmonique des Pays de la Loire, Jésus Etcheverry (dir.) - Accord (enregistré en 1976)